# Clara Solovera
Clara Irma Solovera Cortés (Santiago, 15 de mayo de 1909-Santiago, 27 de enero de 1992) fue una escritora, poetisa y pedagoga chilena. Es esencialmente recordada como compositora de música de raíz folclórica o popular chilena y como autora de rondas infantiles. Ganó la competición folclórica del Festival Internacional de la Canción de Viña del Mar en 1963 con la canción «Álamo huacho», interpretada por Los Huasos Quincheros.
Algunos la consideran folclorista dado que su obra se amalgama hermosamente asimilándose al folclore, especialmente con la tonada, de la que pobló el patrimonio musical chileno, y puesto que algunas de sus melodías están en franco proceso de folclorización. Ella misma hacía hincapié en el hecho de que sus creaciones no provenían de la recopilación del saber popular sino de su propia imaginación y corazón. Fue, sin grado ni título formal, una musicóloga chilena.

## Infancia y juventud
Tras la muerte de su madre, Ema Cortés, fue llevada a los dos años de edad al bucólico San Bernardo de principios del siglo XX. Pocos años después, su padre, Salvador Solovera, pereció ahogado en el Sur de Chile cuando la niña tenía alrededor de cinco años. La criaron su abuela Clarisa y una bisabuela, con quienes conoció el cariño y la rigidez de las costumbres. Clarita sublimó su orfandad escribiendo versos y «conversando con las flores y jugando con las plantas, como si tuvieran vida». Vio su afición premiada al ganar a los nueve años un certamen poético del diario La Nación con el poema «Lirios blancos».
Una vez cursadas la educación primaria y humanidades en su «patria chica» sanbernardina, ingresó a fines de los años 1920 al Instituto Pedagógico de la Universidad de Chile, donde se impregnó del influjo criollista de su profesor de literatura, el insigne escritor Mariano Latorre. En esos años, poemas suyos y algunas de sus reflexiones serán publicados por los periódicos El Heraldo y La Opinión. Titulada de profesora de castellano y filosofía, ejerció algún tiempo en San Bernardo y brevemente en Talca. Colaboró también como secretaria y eventual reemplazante de la educadora Amanda Labarca.

## Matrimonio e hijos
Dejó de ejercer su profesión por su matrimonio con el médico Pablo Toledo Alvarado, con quien tuvo tres hijos y de quien enviudó. Y su propia carrera musical tardó treinta y ocho años en empezar.

## Carrera musical
Solovera comenzó a componer en 1948 y su primer éxito, en ese mismo año, fue la tonada «Chile lindo». Nada opacó la popularidad histórica de esa tonada, que tuvo en Ester Soré a su primera y entusiasta intérprete.
Chile lindo (fragmento)
¡Ayúdeme usted, compadre,
a gritar un "Viva Chile",
la tierra de los zorzales,
y de los rojos copihues!
Con su cordillera blanca,
¡pucha qué es linda mi tierra!
¡No hay otra que se le iguale,
aunque la busquen con vela!

## Radio y televisión
En su programa radial de música folclórica Ester Soré había conocido una tonada previa de Solovera, ‘‘Mata e' Suspiros’’, y tras incorporarla a su repertorio, le pidió otra pieza para cierta actuación ante el presidente Gabriel González Videla. Clara Solovera le entregó ‘‘Chile Lindo’’ y la posterior audiencia presidencial de ambas coincidió con el primer disco sencillo de la autora, que incluye ‘‘Chile Lindo’’ y la tonada humorística ‘‘Mata de Arrayán Florido’’ (1948). Aguda y alegre conferencista, Clara Solovera desarrolló, a menudo, charlas y actividades radiofónicas. Por ejemplo, en Montevideo (1952) y en Radio Corporación (1958), Santiago. En colaboración con el escritor Jorge Inostrosa será la encargada pedagógica de la "Escuela del Aire", campaña de alfabetización radiofónica (1957) de la cual surge su compendio de rondas denominado "Rondas de las Letras". Se desempeñó asimismo como libretista y conductora del programa Rondas y cantos de Mamita Clara, uno de los primeros espacios didáctico-infantiles chilenos transmitido por Canal 13 en 1965.

## Criollismo
Desde entonces Clara Solovera nutrió su cancionero con retratos criollistas del campo chileno en tonadas de simples armonías como ‘‘La Enagüita’’, motivada por una de sus hijas; otras son "Pomaire", "Cachito e' Tierra", "La Querendona", "La Quincha", "El Sahumerio", "La Prevenida", "Niña Campesina", "Hojita de Verde Trébol",‘‘Manta de Tres Colores" (1956), inspirada en Arturo Gatica; "Huaso por donde me miren" y "Huaso Rancagüino", asimismo escritas para el magnífico intérprete. "¿Dónde habrá como mi cueca?", "La Esmeralda entrando al Puerto", "Estrella de mi bandera", "La Cantinera", "Banderita Florecida", "Septiembre", apelan especialmente a los emblemas y valores patrios; "Las Lavanderas de Pica", "El Cachimbo del Tamarugo", "¡Qué Lindo el Valle del Elqui!", destilan el sabor dulce y seco del Norte chileno; ‘‘Te Juiste Pa’ Ronde’’ fue modelada sobre la estampa de un carretero de Los Ángeles; La Felpa y la Buenamoza, tuvo también origen en un hecho campesino. Otras obras relevantes de la autora son: ‘‘El Cantar de mi Guitarra’’, "El Pañuelo", "Poncho de Olvido", "Las Cantoras del Rodeo" y ‘‘Mata de Arrayán Florido", inspirada, está última, en recuerdos de su niñez. "Pájaros de Septiembre" fue considerada por Pablo Neruda "la más poética de las canciones de Clarita". ‘‘Álamo Huacho’’ obtuvo, en 1963, el Primer Premio del Festival de Viña del Mar. Otros temas, "Casa Colorada", "Torre de San Francisco" y "Puente de Calicanto", son una vívida remembranza colonial. Lucho Gatica grabaría, con voz de seda, además de "Chile Lindo", sus valses "Soledad" y "Floridos Quince Años". El himno "Verde Legión", de su autoría, describe la valiosa labor de Carabineros de Chile. Más de doscientas obras suyas están registradas en la Sociedad Chilena del Derecho de Autor, especialmente tonadas.

## Otros comienzan a interpretarla
Otros intérpretes de sus canciones fueron la folclorista y académica Margot Loyola, quien señaló sobre la autora: «La música de Clara Solovera llega a los rincones más insólitos y se asimila como parte de la continuidad de la tradición»; Los Huasos Quincheros, que grabaron gran parte de su obra; Las Voces de Tierra Larga, Los Provincianos, el Dúo Rey Silva, Arturo Gatica, Lucho Gatica, Silvia Infantas y Los Huasos de Algarrobal. En el extranjero hubo registros de su música en voces tan prestigiosas como las de Libertad Lamarque y Amalia de la Vega («Chile lindo»), Juan Arvizu («Polka del tulipán», «La vida, ja, ja») y Dalma de Oliveira («Valsa quinze primaveras»).
Además de tonadas, la autora escribió cuecas, valses, refalosas, mapuchinas, trotes, cachimbos y, entre los géneros internacionales, boleros, corridos, pasillos, pasodobles y zambas.

## Obras para la infancia
Como pedagoga, Solovera querrá mitigar "el vacío tremendo de material [infantil] verdaderamente útil, con sabor a chileno" que, a la sazón, padecía nuestro acervo músico nacional. Decenas de rondas, cantos y villancicos de la autora serán interpretados y grabados por "Los Chenitas", conjunto folclórico infantil de San Bernardo dirigido por la profesora Elena Valdivia. Respecto de su obra para niños, el académico Manuel Dannemann acotará: "supo buscar y seleccionar materiales humanos simples, pero de gran significado y atractivo para el alma infantil y con ellos construir breves juegos que poseen una doble sonoridad: la del canto y la del placer de la aventura fugaz, de dar vida a relatos de variada índole". Entre otros podemos referir: "¡Cómo nacen los pollitos!", "Chicharrita", "Romance de mi Bandera", "La casa sobre el mar", "Pastorcita de mis valles", "Coplas del arbolito", "El aromo floreció", "Ronda de las cuatro letras", "Burrito de Toconao", "El volantín", "Caracolito", "El trompito bailarín", "Princesita Rapuncel", "Las rondas de la Luna", "Polka del tulipán", "Chanchito de Quinchamalí", "Colorín… colora'o" y "Mi vaquita me da leche".

## Actividad gremial
Su participación en la actividad gremial fue relevante. Fue activa adalid de autores y artistas, codo a codo con otros valiosos creadores como José Goles  y Nicanor Molinare. Fue vicepresidenta de la Sociedad Chilena de Autores y Compositores, en la década de 1950, y fundadora, junto con Diego Barros, de la Corporación de Autores y Compositores de Chile en 1961.

## Bagaje musical
Clara Solovera no poseía estudios formales en música y tocaba la guitarra por oído. «Ni siquiera tengo un método de trabajo. Nunca me pongo a pensar versos o melodías. Surgen solos y en cualquier momento», dijo. Porfirio Díaz, Vicente Bianchi y sobre todo José Goles trabajaron en la transcripción y armonización de sus canciones. Gran parte de su obra fue declarada material didáctico auxiliar de la educación musical chilena.
«Por su inagotable veta creadora y su innata poesía, Clarita, como se la conoció en el mundo artístico, es comparable sólo con figuras como Violeta Parra, Francisco Flores del Campo, Nicanor Molinare y Osmán Pérez Freire». Tales expresiones, entre otras, fueron parte del reconocimiento del Senado de Chile tras su muerte. La autora de «Chile lindo» pertenece a esa clase de artistas para quienes el primer éxito es el más universal.

## Muerte
La autora falleció en Santiago el 27 de enero de 1992, a los 82 años, debido a la metástasis de un cáncer de piel que padecía. 
Arturo Gatica la despidió en la iglesia cantando "Chile Lindo". José Goles y René Largo Farías pronunciaron emotivos discursos en el cementerio. 
Tras el homenaje musical que se le rindió en la explanada del Club de Yates de El Quisco, sus cenizas fueron transportadas junto a familiares y amigos en una lancha de la Armada de Chile; escoltadas por una comitiva de embarcaciones menores. Sus hijas las sumergieron, mar adentro, frente a la costa rocosa de dicho balneario y frente a su casa veraniega.

## Homenajes y memoria
Muchas distinciones recibió Clara Solovera en vida y algunas póstumas. Recibió la Medalla de Oro de las Municipalidades de Santiago, Ñuñoa y San Bernardo y su reconocimiento como "Hija Ilustre" de las Municipalidades de San Bernardo y El Quisco. Llevan, o han llevado, el nombre de Clara Solovera algunas agrupaciones folclóricas, varias instituciones educacionales, calles y poblaciones de todo el país; asimismo, la pérgola de la medialuna del Club de Rodeo “Gil Letelier”, del cual fuera la única mujer declarada socia honoraria. En San Bernardo, un liceo técnico lleva también su nombre.
De igual manera Solovera fue aceptada como una de las dos primeras integrantes femeninas de la "Hermandad de la Costa" y ungida "Caballero del Mar". En 1983, parte de su obra literaria y musical es declarada “Material Didáctico Complementario", por el Ministerio de Educación. La figura de Clara Solovera es recordada también por Correos de Chile, en 1998, a través de una emisión de estampillas con su imagen.
En enero de 2010 la autora es homenajeada por el Festival del Huaso de Olmué, considerada entre los ocho compositores folclóricos más importantes de la historia de Chile. En la Plaza de Armas de San Bernardo (Chile), se encuentran cincelados en piedra, los versos de la creadora:
San Bernardo (Fragmento)
Clara Solovera
En tus rejas de rosas floridas
dejo prendida mi mejor canción;
San Bernardo, pueblito querido,
te llevo dormido en mi corazón...

## Publicaciones
- "Panorama del Cuento Chileno" - Clara Solovera - Ensayo - Revista Meditaciones - Números 3,4,5,6. Santiago, 1933.
- "Borriquito de Belén" - Clara Solovera - Ed. Zig Zag - Santiago de Chile - 1965 - (Rondas y canciones infantiles).
- "Rondas y Canciones Infantiles" - Clara Solovera - Ed. Andrés Bello - Santiago de Chile - 9.ª edición - marzo de 2009.
- "Poemas y Rondas de Clarita" - Clara Solovera - Ed. Zig-Zag - Santiago de Chile - 1.ª edición - abril de 2009.